# Callidiopis
Callidiopis är ett släkte av skalbaggar. Callidiopis ingår i familjen långhorningar.
Kladogram enligt Catalogue of Life:
| Callidiopis | \| \| Callidiopis mutica \| \| \| \| \| \| Callidiopis praecox \| \| \| \| \| \| Callidiopis scutellaris \| \| \| \| |
|             | \| \| Callidiopis mutica \| \| \| \| \| \| Callidiopis praecox \| \| \| \| \| \| Callidiopis scutellaris \| \| \| \| |
|             | Callidiopis mutica                                                                                                   |
|             | |
|             | Callidiopis praecox                                                                                                  |
|             | |
|             | Callidiopis scutellaris                                                                                              |
|             | |